# Uruguayi labdarúgó-szövetség
Uruguayi labdarúgó-szövetség (spanyolul:Asociación Uruguaya de Fútbol [AUF]).

## Történelme
1900. március 30-án alapították. A Nemzetközi Labdarúgó-szövetségnek (FIFA) 1923-tól tagja. 1916-tól alapító tagja a Dél-amerikai Labdarúgó-szövetségnek (CONMEBOL). 1923-ban ellen szövetséget hoztak létre, Federación Uruguaya de Football (FUF) néven, amit 1925-ben felszámoltak. Az amatőröknek több alszövetsége van, melyek társult tagjai az AUF-nak. Fő feladata a nemzetközi kapcsolatokon kívül, a  Uruguayi labdarúgó-válogatott férfi és női ágának, a korosztályos válogatottak illetve a nemzeti bajnokság szervezése, irányítása. A működést biztosító bizottságai közül a Játékvezető Bizottság (JB) felelős a játékvezetők utánpótlásáért, elméleti (teszt) és cooper (fizikai) képzéséért.